# Lomnice (vattendrag)
Lomnice är ett vattendrag i Tjeckien.   Det ligger i regionen Södra Böhmen, i den centrala delen av landet, 80 km söder om huvudstaden Prag.